# 유제품

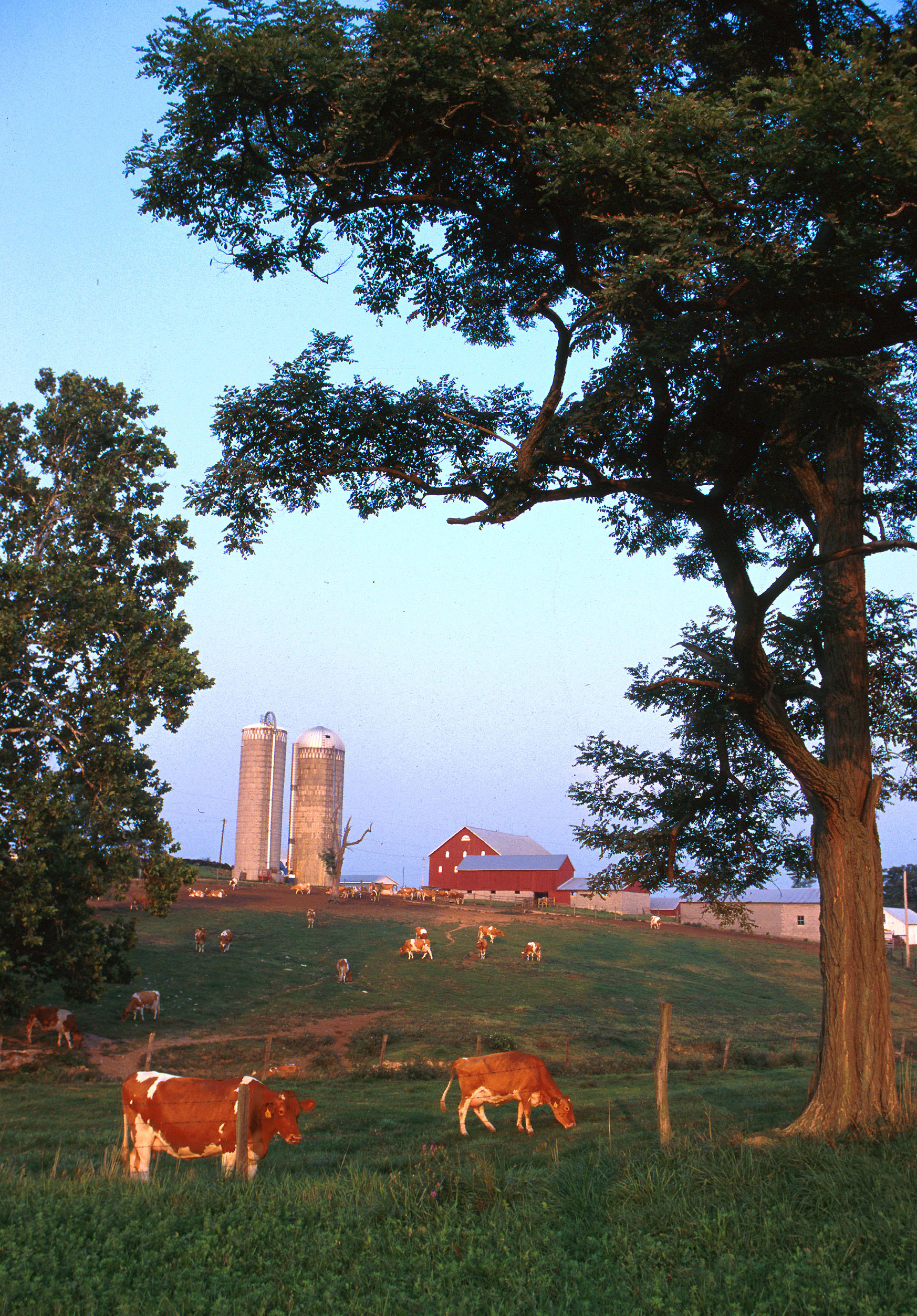
낙농업 목장

유제품(乳製品, 문화어: 젖제품)은 일반적으로 우유를 비롯한 젖에서 얻는 식품군으로 농축, 건조, 발효, 응고, 분리와 같은 과정을 거쳐 만든 우유 가공품을 뜻한다. 낙농품(酪農品), 낙제품(酪製品)으로도 부른다. 유제품은 대부분 열량이 높으며, 이 제품을 만드는 공정을 낙농업 또는 유제품 공정이라고 부른다. 우유는 일반적으로 암소에게서 얻지만 때때로 염소, 양, 낙타, 야크, 말과 같은 다른 포유류에서 얻기도 한다. 유제품은 일반적으로 유럽과 중동, 인도 요리에서 찾아볼 수 있지만, 동아시아 지역에는 거의 없다.

## 유제품의 종류

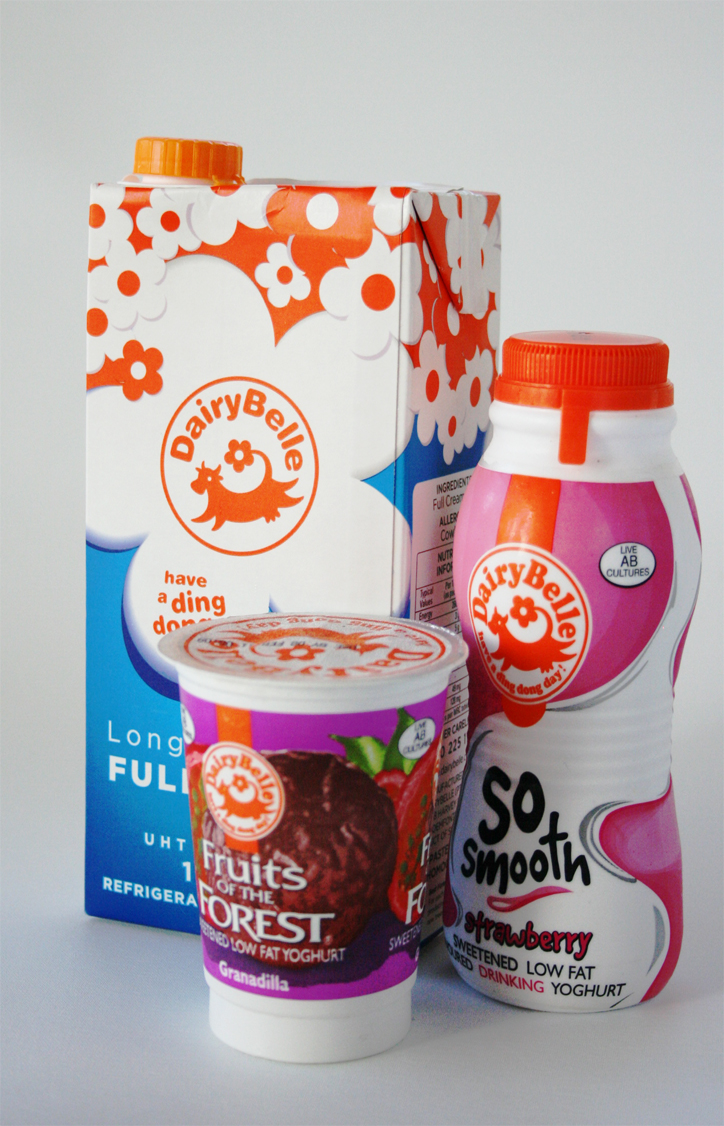

- 우유 - 유지방 함량 정도를 규격화한 다음 여러 등급 안에서 선택적으로 균질화와 저온살균을 한다.
  - 크림 - 우유 상층에서 유지방을 걷어내거나, 원심분리기로 지방을 분리한다.
    - 크렘 프레쉬 - 살짝 발효한 크림
    - 스메타나 크림- 중부나 동부 유럽의 사워크림 변형식이다.
    - 클로티드 크림 - 열을 가해서 뻑뻑하게 만든 크림

  - 우락유 - 수분을 제거하고 응축하여 발효시킨 우유로 사워크림처럼 같은 박테리아균을 사용한다.
  - 분유 - 우유에서 수분을 제거하고 얻어진 우유가루
    - 생우유와 우락유
    - 탈지우유
    - 크림
    - 고지방 우유 및 이유식을 위한 영양가 높은 분유군
    - 조제분유 - 가공하여 달게 만든 분유

  - 연유 - 증류시켜 응축시킨 우유로, 장기 보존을 위해서 통조림에 넣어 설탕을 첨가하기도 한다.
  - 증류우유 - 설탕을 넣지 않고 연유보다 덜 응축시킨 우유
  - 리코타 치즈 - 우유를 가열하여 얻고 부피가 줄어는 우유로, 인도 요리에서 코아로 알려져 있다.
  - 조제분유 - 인간 아기를 먹이기 위해 특별한 첨가제가 들어간 분유
  - 구운 우유 - 끓여서 만든 우유의 일종으로 러시아에서 특히 인기가 있다.
- 버터 - 크림을 휘저어서 만든 우유의 지방 (버터는 유지및 당류이다)
  - 우락유 - 크림에서 버터를 얻은 후 남은 물, 종종 가축을 위한 음식으로 말린다.
  - 기 - 버터로 분류되며, 은근한 불에서 버터를 가공하고, 고체를 제거한다.
  - 무수 유지방
- 치즈 - 우유를 응고시킨 뒤, 훼이와 잔여물을 구분한 다음 숙성시킨 음식. 일반적으로 박테리아로 숙성하지만, 때로 일정 곰팡이를 사용한다.
  - 응유 - 우유 (또는 탈지 우유)에서 걸러진 부드러운 부분으로 치즈, 또는 카세인을 만든다.
  - 코티지 치즈
  - 커크
  - 크림 치즈 - 우유에 치즈를 추가로 넣은 뒤에 영양 많은 응유로 걸러내거나, 탈지우유에서 크림을 더해서 응유로 만들어 치즈로 만든다.
  - 포마쥬 프레 (Fromage frais)
- 카세인
- 요거트 - 우유를 유산균에 발효시켜 만든 식품
- 젤라토 - 천천히 얼린 우유와 물
- 아이스크림 - 크림을 천천히 얼리고, 첨가제로 유화시킨 제품
  - 아이스밀크
  - 얼린 커스타드
  - 얼린 요거트 - 유화된 요커트를 얼린 식품
- 기타
  - Kumis/Airag, slightly fermented mares' milk popular in Central Asia
  - Viili
  - Kajmak
  - Kephir
  - Filmjölk
  - Piimä
  - Vla
  - Dulce de leche

## 유제품에 대한 비판
임상의학의 세계적 권위자이자 하버드 대학교 교수인 월터 윌렛은 광범위한 조사 끝에 유제품과 관련한 미국 농무부의 권고를 말그대로 우스꽝스럽다(utterly ridiculous)며 다음과 같이 주장한다.
- 우유가 골절을 예방하지 않고 오히려 증가시킨다. 유제품과 칼슘 소비가 적은 아프리카, 아시아 등의 지역에서는 골다공증 발생률도 낮았다.
- 칼슘은 사람들이 생각하는 것처럼 뼈를 보호해주지 않는다. 비타민D가 더 중요하다.
- 유제품 섭취는 암을 촉진하는 인슐린 유사성장인자-1의 수치도 증가시킨다.
- 세계인의 75%는 선천적으로 유제품 소화능력이 떨어진다. 이는 호모사피엔스의 역사에서 목축을 시작한 것이 1만년도 되지 않는다는 사실에 기인한다.
- 유제품은 건강에 해로울 수 있다.

미국의 저명한 의사인 마크 히먼은 '유제품을 끊어야 할 여섯 가지 이유'라는 제목의 동영상에서 유제품을 권하는 미국 농무부의 권고를 적극 비판한다. 그는 농무부의 권고 식품을 만드는 위원들 중에는 낙농업계 종사자들이 있고, 낙농업계에 고용된 로비스트들 또한 끊임없이 정책결정에 자신들의 이익을 반영하고 있기 때문에 소비자들이 이러한 사실을 알지 못한다고 주장한다. 그는 미국 연방거래위원회의 유제품과 건강간 관계에 대한 조사를 인용하며 유제품이 뼈건강과 골다공증 예방에 좋다는 증거는 없으며 유제품이 오히려 뼈손실을 초래할 수 있고, 전립선암과 심장질환, 과민성 대장 증후군의 원인이 된다고 말한다.
존 맥두걸은 육류와 우유 등 동물성 식품이 보통 사람들의 생각과 달리 건강에 해롭다고 주장한다. 우유와 고기가 칼슘을 공급하여 뼈를 튼튼하게하고, 필수적인 단백질을 함유하고 있다는 것은 낙농업계가 자신들의 이익을 위해 개발한 논리라는 것이다. 1970년대 맥두걸 프로그램을 개발하면서 그는 녹말음식과 채식위주의 식사가 인체에 가장 이상적인 영양소를 공급하며, 동물성 단백질 식품은 오히려 신체에 해악을 끼친다는 결론에 도달하였다. 그의 주장에 따르면, 유제품은 근본적으로 60파운드의 송아지를 600파운드로 만들기 위해 과도하게 많은 단백질과 호르몬, 에스트로겐이 함유되어 있으며 많은 양의 채소와 같이 섭취하지 않을 경우 각종 성인병의 원인이 될 수 있다.

## 같이 보기
- 몽골의 유제품